# Julius Bankó
Julius Bankó, auch Julius Banko, (* 26. August 1871 in Wien; † Oktober 1945 ebenda) war ein österreichischer Klassischer Archäologe. Er war Direktor der Antikensammlung des Kunsthistorischen Museums in Wien.

## Leben
Er war der Sohn des fürstlich-liechtensteinischen Architekten Ignatz Bankó (1844–1897) und dessen Ehefrau Helene Freiin Haus von Hausen. Seine Vorfahren väterlicherseits waren früher im Bergwesen in Schemnitz und Bochnia tätig. Mütterlicherseits war einer seiner Vorfahren Universitätsprofessor in Würzburg. 1880 hatte sein Vater die Burgruine Schalun bei Vaduz erworben.
Nach dem Besuch der Gymnasien in Wien und Innsbruck studierte Julius Blankó an der Universität Innsbruck und an der Universität Wien. Er promovierte zum Dr. phil. Im Jahre 1904 wurde er Assistent mit Beamtenstatus, später Leiter und zuletzt Direktor der Antikensammlung  des Kunsthistorischen Museums in Wien. Aus diesem Anlass war er 1905 aus dem liechtensteinischen Staatsverband entlassen worden.
Julius Bankó war korrespondierendes Mitglied des k. k. österreichischen archäologischen Instituts. Ihm wurde der Titel Hofrat verliehen.
Die Burgruine Schalun verkaufte er 1933 an die Stadt Vaduz.
Verheiratet war er mit Elisabeth von Horsetzky.

## Ehrungen
- Jubiläums-Hofkreuz

## Schriften (Auswahl)
- mit Piero Sticotti: Antikensammlung im Erzbischöflichen Seminare zu Udine. Antike Schriften aus Bulgarien. In: Archaeologisch-Epigraphische Mittheilungen aus Oesterreich-Ungarn. 18, 1895, S. 52–104 (Digitalisat).
- Einleitung. In: Ausstellung von Fundstücken aus Ephesos im unteren Belvedere. Holzhausen, Wien 1919, 4. Auflage, Wien, 1927.
- mit Hans Demel: Versteigerung einer Sammlung von ägyptischen und griechisch-römischen Altertümern sowie von Gemmen aus Privatbesitz. Glückselig & Wärndorfer, Wien 1922 (Digitalisat).
- Ein Porträtkopf der heiligen Helena. In: Jahrbuch der kunsthistorischen Sammlungen in Wien. Sonderheft N.F. 1, 1926.
- Der Kameo Orghidan. In: Jahreshefte des Österreichischen Archäologischen Institutes in Wien 31, 1939, S. 150–157.